# Trichocerca longiseta
Trichocerca longiseta is een raderdiertjessoort uit de familie Trichocercidae. De wetenschappelijke naam van deze soort is voor het eerst geldig gepubliceerd in 1802 door Schrank.